# Sousoší svatého Jana Nepomuckého ve Vinoři
Sousoší svatého Jana Nepomuckého ve Vinoři v Praze se nachází na Vinořském náměstí, na bývalé návsi před kostelem Povýšení svatého Kříže. Je chráněno jako nemovitá kulturní památka České republiky.

## Historie
Sousoší svatého Jana Nepomuckého z roku 1755 pochází pravděpodobně z dílny sochaře Františka Ignáce Platzera.
V roce 1918 sochař Karel Pavlík doplnil chybějící části, další opravy provedl v roce 1919 sochař Jindřich Čapek. Roku 1921 mělo být nahrazeno pomníkem padlých legionářů.

## Popis

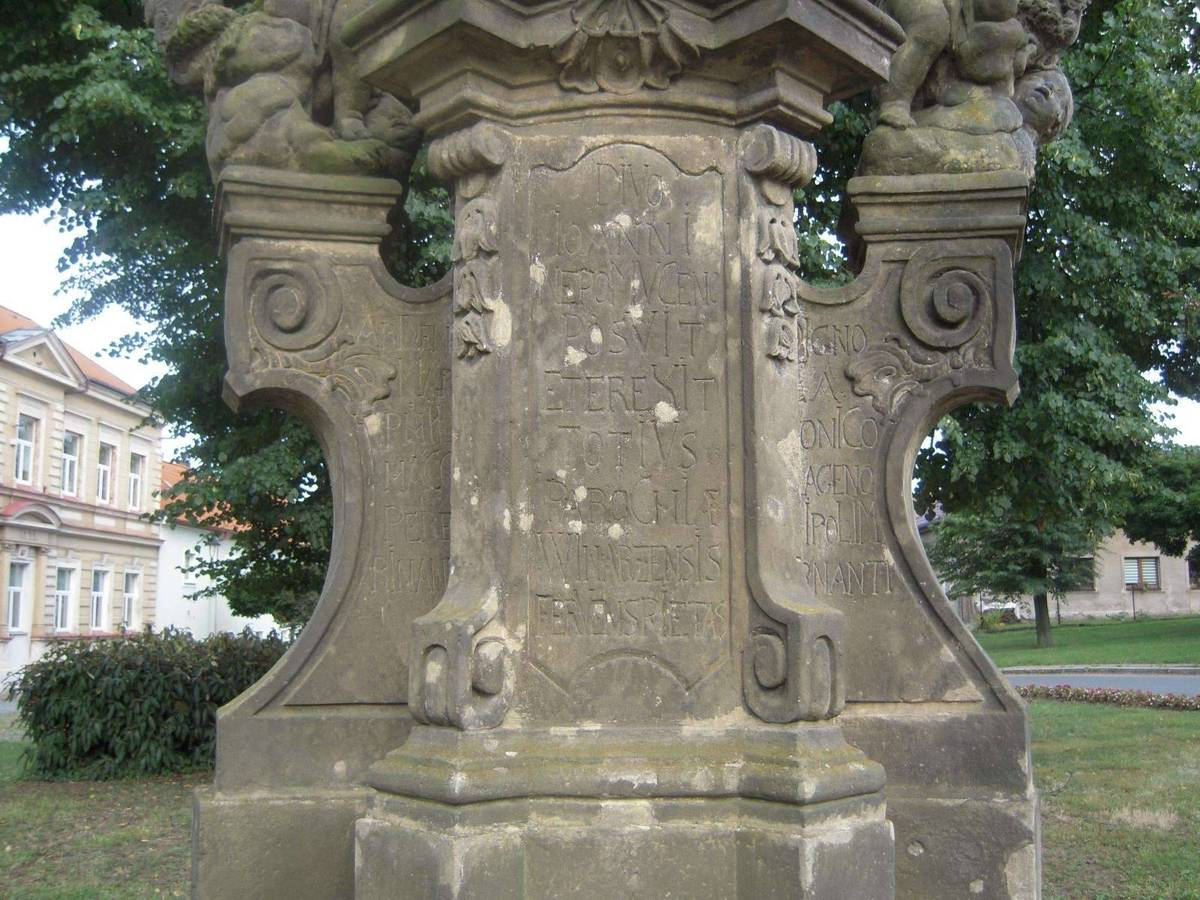
chronogram

Sousoší je ohrazeno nízkou betonovou zídkou. Hranolový sokl má vpředu tři schůdky a po stranách volutová křídla. Na těchto křídlech jsou dva andílci na oblaku, kteří drží kartuše - vlevo s Palladiem země české a vpravo s reliéfem svatého Václava.
Světec je oděn v kněžském rouchu a plášti. Sklání se k pravé ruce, ve které drží kříž, v levé ruce má zavřenou knihu a na ní biret.
Na bočních křídlech jsou latinské nápisy, uprostřed soklu je chronogram s latinským textem a rokem 1755:
```
„Divo Ioanni Nepomuceno posuit et erexit totius parochiae Winarzensis fermens pietas“
[
1
]
```